# Mahapadma Nanda
 (juillet 2018).
Si vous disposez d'ouvrages ou d'articles de référence ou si vous connaissez des sites web de qualité traitant du thème abordé ici, merci de compléter l'article en donnant les références utiles à sa vérifiabilité et en les liant à la section « Notes et références ».
Mahapadma Nanda (400 av. J.-C. - 329 av. J.-C.) est le fondateur de la dynastie Nanda. Il est le fils de Mahanandin, un roi Kshatriya de la dynastie Shishunaga. Sous son règne, les Nanda créèrent le premier grand empire du nord de l'Inde, qui devint par la suite l'immense empire Maurya.
Son fils Dhana Nanda lui a succédé.